# Poecilopharis
Poecilopharis is een geslacht van kevers uit de familie bladsprietkevers (Scarabaeidae). Het geslacht werd voor het eerst wetenschappelijk beschreven in 1880 door Kraatz.

## Soorten
- Poecilopharis allardi Rigout, 1997
- Poecilopharis angulicollis Schürhoff, 1935
- Poecilopharis antoinei Allard, 1995
- Poecilopharis aruana (Wallace, 1867)
- Poecilopharis babarica Jakl, 2010
- Poecilopharis bimaculata Schürhoff, 1935
- Poecilopharis bouruensis (Wallace, 1867)
- Poecilopharis curtisi Waterhouse, 1884
- Poecilopharis dechambrei  Allard, 1995
- Poecilopharis detanii  Jakl, 2009
- Poecilopharis emilia (White, 1856)
- Poecilopharis femorata  Waterhouse, 1894
- Poecilopharis flavens Heller, 1916
- Poecilopharis fromontae Rigout, 1997
- Poecilopharis gressitti Rigout, 1997
- Poecilopharis kerleyi  Allard, 1995
- Poecilopharis lachaumei  Allard, 1995
- Poecilopharis laeviclypeata Schürhoff, 1935
- Poecilopharis leai Schürhoff, 1935
- Poecilopharis minuta Moser, 1901
- Poecilopharis moana Moser, 1908
- Poecilopharis morrisi  Allard, 1995
- Poecilopharis poggii  Allard, 1995
- Poecilopharis porioni  Allard, 1995
- Poecilopharis pygidialis  Jakl, 2010
- Poecilopharis quadrimaculata Schürhoff, 1935
- Poecilopharis rufofemorata Heller, 1916
- Poecilopharis ruteri  Allard, 1995
- Poecilopharis samuelsoni Rigout, 1997
- Poecilopharis schochi Schürhoff, 1935
- Poecilopharis speiseri Heller, 1916
- Poecilopharis truncatipennis Ritsema, 1881
- Poecilopharis uniformis  Waterhouse, 1884
- Poecilopharis valcklucasseni Schürhoff, 1935
- Poecilopharis wallacei Schürhoff, 1935
- Poecilopharis whitei (Thomson, 1860)
- Poecilopharis woodfordi  Waterhouse, 1887